# María Teresa Letelier Ramírez
María Teresa de Jesús Letelier Ramírez (24 de diciembre de 1950) es una abogada y jueza chilena, integrante de la Corte Suprema de Chile.

## Trayectoria
Estudió en la Facultad de Derecho en la Pontificia Universidad Católica de Chile, titulándose de abogada el 25 de noviembre de 1974. Luego de un periodo de ejercicio libre de la profesión legal, se integró al Poder Judicial de Chile en 1980, desempeñando labores en los juzgados 1º de Letras de Puente Alto, 6º del Crimen de San Miguel y 1º del Crimen de Santiago. En 1993 fue designada como jueza titular del 7º Juzgado del Crimen de Santiago, labor que desarrolló hasta el año 2002, cuando el presidente Ricardo Lagos la designó como ministra de la Corte de Apelaciones de San Miguel.
El 29 de abril de 2021, el presidente Sebastián Piñera propuso su nombre al Senado de Chile como candidata a integrar la Corte Suprema de Justicia, para llenar la vacante provocada por el fallecimiento del ministro Carlos Aránguiz. El 26 de mayo de ese mismo año, el pleno de la Cámara Alta aprobó por unanimidad su designación. El 8 de junio de 2021 la ministra Letelier Ramírez realizó el juramento de rigor ante el pleno de la Corte, asumiendo sus funciones con esa data.
La ministra Letelier Ramírez, además de sus funciones jurisdiccionales, ha participado e integrado diferentes instancias gremiales de los magistrados, tanto a nivel nacional como en instituciones internacionales. También realiza labores docentes y formativas en la Academia Judicial de Chile desde el año 1996. Entre lo años 1988 y 2018 fue profesora de la Escuela de Carabineros y entre 1996 a 2007, del Instituto de Estudios Judiciales.